# Liste der denkmalgeschützten Objekte in Čachtice
Die Liste der denkmalgeschützten Objekte in Čachtice enthält die 29 nach slowakischen Denkmalschutzvorschriften geschützten Objekte in der Gemeinde Čachtice im Okres Nové Mesto nad Váhom.

## Denkmäler
| Foto |                 | Denkmal / č. ÚZPF                                             | Standort / Konskr. Nr.                                    | Offizielle Beschreibung            | Beschreibung                                                 | Metadaten                                                                   |
| ---- | --------------- | ------------------------------------------------------------- | --------------------------------------------------------- | ---------------------------------- | ------------------------------------------------------------ | --------------------------------------------------------------------------- |
|      | Datei hochladen | Denkmal(sk) Burg Čachtice ObjektID: 304-1199/0                | KG: Čachtice Konskr.Nr.:                                  | padlí v I.+II.sv.v.                | für die Gefallenen der WK I + II                             | č. NKP: 304-1199/0 Stand des NKP: 2012-02-28 Name: POMNÍK                   |
| ja   | Datei hochladen | Burgpalast(sk) Burg Čachtice ObjektID: 304-1200/1             | Standort KG: Čachtice Konskr.Nr.:                         | ruina;Hrad Čachtice                | Burgruine Čachtice                                           | č. NKP: 304-1200/1 Stand des NKP: 2012-02-28 Name: PALÁC HRADNÝ             |
| ja   | Datei hochladen | Turm und Kapelle(sk) Burg Čachtice ObjektID: 304-1200/2       | Standort KG: Čachtice Konskr.Nr.:                         |                                    |                                                              | č. NKP: 304-1200/2 Stand des NKP: 2012-02-28 Name: VEŽA OBRANNÁ S KAPLNKOU  |
| ja   | Datei hochladen | Turm(sk) Burg Čachtice ObjektID: 304-1200/3                   | Standort KG: Čachtice Konskr.Nr.:                         |                                    |                                                              | č. NKP: 304-1200/3 Stand des NKP: 2012-02-28 Name: VEŽA OBYTNÁ              |
| ja   | Datei hochladen | Befestigungstor(sk) Burg Čachtice ObjektID: 304-1200/4        | Standort KG: Čachtice Konskr.Nr.:                         | vstupná                            |                                                              | č. NKP: 304-1200/4 Stand des NKP: 2012-02-28 Name: BRÁNA OPEVNENIA          |
| BW   | Datei hochladen | südwestliche Burgmauer(sk) Burg Čachtice ObjektID: 304-1200/5 | Standort KG: Čachtice Konskr.Nr.:                         | juhozápadný                        |                                                              | č. NKP: 304-1200/5 Stand des NKP: 2012-02-28 Name: MÚR HRADBOVÝ JUHOZÁPADNÝ |
| BW   | Datei hochladen | östliche Burgmauer(sk) Burg Čachtice ObjektID: 304-1200/6     | Standort KG: Čachtice Konskr.Nr.:                         | východný                           |                                                              | č. NKP: 304-1200/6 Stand des NKP: 2012-02-28 Name: MÚR HRADBOVÝ VÝCHODNÝ    |
| ja   | Datei hochladen | nördliche Burgmauer(sk) Burg Čachtice ObjektID: 304-1200/7    | Standort KG: Čachtice Konskr.Nr.:                         | severný                            |                                                              | č. NKP: 304-1200/7 Stand des NKP: 2012-02-28 Name: MÚR HRADBOVÝ SEVERNÝ     |
| BW   | Datei hochladen | Burghof 3(sk) Burg Čachtice ObjektID: 304-1200/8              | Standort KG: Čachtice Konskr.Nr.:                         |                                    |                                                              | č. NKP: 304-1200/8 Stand des NKP: 2012-02-28 Name: NÁDVORIE HRADNÉ III.     |
|      | Datei hochladen | Schloss(sk) ObjektID: 304-1204/0                              | KG: Čachtice Konskr.Nr.:                                  | neskúmané                          | nicht untersucht                                             | č. NKP: 304-1204/0 Stand des NKP: 2012-02-28 Name: KAŠTIEĽ                  |
|      | Datei hochladen | Kalvaria(sk) ObjektID: 304-1210/0                             | KG: Čachtice Konskr.Nr.:                                  | prícestná                          | an der Straße                                                | č. NKP: 304-1210/0 Stand des NKP: 2012-02-28 Name: BOŽIA MUKA               |
| ja   | Datei hochladen | Schloss(sk) ObjektID: 304-1202/0                              | 245 Standort KG: Čachtice Konskr.Nr.: 245                 | ;Draškovičovský kaštiel            | Herrenhaus Draškovič (Museum Trenčín - Ausstellung Čachtice) | č. NKP: 304-1202/0 Stand des NKP: 2012-02-28 Name: KAŠTIEĽ                  |
| BW   | Datei hochladen | Bürgerhaus(sk) ObjektID: 304-2467/0                           | 316 Standort KG: Čachtice Konskr.Nr.:                     | radový                             | Reihenhaus                                                   | č. NKP: 304-2467/0 Stand des NKP: 2012-02-28 Name: DOM MEŠTIANSKY           |
| ja   | Datei hochladen | Bürgerhaus(sk) ObjektID: 304-2468/0                           | 317 Standort KG: Čachtice Konskr.Nr.:                     | radový                             | Reihenhaus                                                   | č. NKP: 304-2468/0 Stand des NKP: 2012-02-28 Name: DOM MEŠTIANSKY           |
| BW   | Datei hochladen | Bürgerhaus(sk) ObjektID: 304-2469/0                           | 320 Standort KG: Čachtice Konskr.Nr.: 320                 | radový                             | Reihenhaus                                                   | č. NKP: 304-2469/0 Stand des NKP: 2012-02-28 Name: DOM MEŠTIANSKY           |
| ja   | Datei hochladen | Landsitz(sk) ObjektID: 304-1201/0                             | 806 Standort KG: Čachtice Konskr.Nr.:                     | ;Kúria drugethovská                | Verfallener Landsitz (GE 2012)                               | č. NKP: 304-1201/0 Stand des NKP: 2012-02-28 Name: KÚRIA                    |
| ja   | Datei hochladen | Statuengruppe(sk) ObjektID: 304-1208/0                        | Malinovského ul. 0 Standort KG: Čachtice Konskr.Nr.:      | Oplakávanie Krista                 | Die Beweinung Christi                                        | č. NKP: 304-1208/0 Stand des NKP: 2012-02-28 Name: SÚSOŠIE                  |
|      | Datei hochladen | Statue auf Sockel(sk) ObjektID: 304-1209/0                    | Malinovského ul. KG: Čachtice Konskr.Nr.:                 | Panna Mária s dieťaťom;Madona      | Jungfrau Maria mit Kind                                      | č. NKP: 304-1209/0 Stand des NKP: 2012-02-28 Name: SOCHA NA STĹPE           |
| ja   | Datei hochladen | Statue auf Sockel(sk) ObjektID: 304-1211/0                    | Osloboditeľov ul. 0 Standort KG: Čachtice Konskr.Nr.:     | sv.Florián                         | hl. Florian                                                  | č. NKP: 304-1211/0 Stand des NKP: 2012-02-28 Name: SOCHA NA STĹPE           |
|      | Datei hochladen | Schloss(sk) ObjektID: 304-10746/1                             | Slnečná ul. 180 KG: Čachtice Konskr.Nr.: 180              | Konzulovec                         |                                                              | č. NKP: 304-10746/1 Stand des NKP: 2012-02-28 Name: KAŠTIEĽ                 |
|      | Datei hochladen | Mauer(sk) ObjektID: 304-10746/2                               | Slnečná ul. 0 KG: Čachtice Konskr.Nr.: 353                | torzo kaštieľa;Országovský kaštieľ | Torso Herrenhaus Ország                                      | č. NKP: 304-10746/2 Stand des NKP: 2012-02-28 Name: MÚR                     |
|      | Datei hochladen | Park(sk) ObjektID: 304-10746/3                                | Slnečná ul. 0 KG: Čachtice Konskr.Nr.: 353                |                                    |                                                              | č. NKP: 304-10746/3 Stand des NKP: 2012-02-28 Name: PARK                    |
| ja   | Datei hochladen | Gedenkpfarrhof(sk) ObjektID: 304-1197/1                       | Urbanovského J. ul. 940 Standort KG: Čachtice Konskr.Nr.: | spolok Tatrín;Pam.dom "Tatrínu"    | für den Verband Tatrín                                       | č. NKP: 304-1197/1 Stand des NKP: 2012-02-28 Name: FARA PAMÄTNÁ             |
| ja   | Datei hochladen | Gedenktafel(sk) ObjektID: 304-1197/2                          | Urbanovského J. ul. 940 Standort KG: Čachtice Konskr.Nr.: | spolok Tatrín                      | für den Verband Tatrín                                       | č. NKP: 304-1197/2 Stand des NKP: 2012-02-28 Name: TABUĽA PAMÄTNÁ           |
| ja   | Datei hochladen | Kirche(sk) ObjektID: 304-1205/1                               | Urbanovského J. ul. 941 Standort KG: Čachtice Konskr.Nr.: | r.k.sv.Ladislava                   | römisch-katholische Kirche St. Ladislaus                     | č. NKP: 304-1205/1 Stand des NKP: 2012-02-28 Name: KOSTOL                   |
| ja   | Datei hochladen | Kapelle(sk) ObjektID: 304-1205/2                              | Urbanovského J. ul. 941 Standort KG: Čachtice Konskr.Nr.: | r.k.sv.Antona Paduánskeho          | römisch-katholische Kapelle St. Antonius von Padua           | č. NKP: 304-1205/2 Stand des NKP: 2012-02-28 Name: KAPLNKA                  |
| ja   | Datei hochladen | Umfassungsmauer der Kirche(sk) ObjektID: 304-1205/3           | Urbanovského J. ul. 0 Standort KG: Čachtice Konskr.Nr.:   |                                    |                                                              | č. NKP: 304-1205/3 Stand des NKP: 2012-02-28 Name: OPEVNENIE KOSTOLA        |
| ja   | Datei hochladen | Glockenturm(sk) ObjektID: 304-1205/4                          | Urbanovského J. ul. 0 Standort KG: Čachtice Konskr.Nr.:   | ;Umieráčik                         | Totenglocke                                                  | č. NKP: 304-1205/4 Stand des NKP: 2012-02-28 Name: ZVONICA                  |
| ja   | Datei hochladen | Friedhof (nahe der) Kirche(sk) ObjektID: 304-1205/5           | Urbanovského J. ul. Standort KG: Čachtice Konskr.Nr.:     | neskúmané                          | alter Friedhof, nicht untersucht                             | č. NKP: 304-1205/5 Stand des NKP: 2012-02-28 Name: CINTORÍN PRÍKOSTOLNÝ     |

## Legende
Die Tabelle enthält im Einzelnen folgende Informationen:
| Foto:                    | Fotografie des Denkmals. |
| Denkmal / č. ÚZPF:       | Die Übersetzung der Bezeichnung des Denkmals, wie sie vom Slowakischen Denkmalamt (Pamiatkový úrad Slovenskej republiky) verwendet wird. Die Originalbezeichnung ist unter dem Fragezeichen angegeben. Fehlt die Übersetzung, so wird die Originalbezeichnung direkt angezeigt. Weiters ist die Objekt-Identifikationsnummer (Objekt ID) angeführt. Sie ist die offizielle, in der Slowakei eindeutige Nummer č. ÚZPF inklusive der zugehörigen Zählnummer, wie sie in den Daten des Denkmalamtes angegeben wird. Da diese nur innerhalb eines Landkreises gezählt wird, ist dessen Nummer der Denkmalnummer vorangestellt. |
| Standort:                | Wenn in der Liste vorhanden, ist die Adresse angegeben. In Klammern kann sich noch eine zusätzliche Adresse befinden, wenn es beispielsweise ein Eckhaus ist. Bei freistehenden Objekten ohne Adresse (zum Beispiel bei Bildstöcken) ist eine Adresse angegeben, die in der Nähe des Objekts liegt. Durch Aufruf des Links Standort wird die Lage des Denkmals in verschiedenen Kartenprojekten angezeigt. Darunter sind die Katastralgemeinde (KG) und, wenn vorhanden, die Konskriptionsnummer (Konskr. Nr.) angegeben.                                                                                                   |
| Offizielle Beschreibung: | Es ist die Kurzbeschreibung auf Slowakisch, wie sie in den offiziellen Listen angegeben ist, eingetragen. |
| Beschreibung:            | Kurze Angaben zum Denkmal auf Deutsch. |
| Metadaten:               | Zusätzlich werden, wenn in den persönlichen Einstellungen das Helferlein Dauerhaftes Einblenden von Metadaten aktiviert ist, ebensolche angezeigt. |

- Karte mit allen Koordinaten:
- OSM |
- WikiMap